# Belgrano Bank
Koordinaten: 73° 0′ S, 48° 30′ W
Belgrano Bank (englisch) ist eine küstenferne Bank im antarktischen Weddell-Meer.
Namensgeber der Formation ist der argentinische General und Politiker Manuel Belgrano (1770–1820). Die Benennung wurde im Juni 1988 durch das US-amerikanische Advisory Committee on Undersea Features (ACUF) bestätigt.